# Союз писателей Санкт-Петербурга
Союз писателей Санкт-Петербурга — некоммерческая общественная организация, объединяющая петербургских писателей. Наряду с Санкт-Петербургским отделением Союза писателей России является крупнейшей писательской организацией в Санкт-Петербурге.

## История
Союз писателей Санкт-Петербурга был создан в 1991 году в качестве правопреемника Ленинградского отделения Союза писателей СССР. 
Политические события начала девяностых, памятные бурными спорами новых «славянофилов» и «западников», возникновением черносотенного общества «Память» с одной стороны и всплеском либеральных мечтаний — с другой, привели к расколу Ленинградского отделения Союза Писателей СССР. В итоге «cлавянофилы» объединились в Союз писателей России, а их противники — в Союз писателей Санкт-Петербурга, в котором в свое время состояли Дмитрий Лихачёв, Александр Володин и Виктор Конецкий.
Первым председателем Союза писателей Санкт-Петербурга был драматург Владимир Арро. С 1992 года вплоть до своей гибели организацией руководил прозаик Михаил Чулаки. В 2002 году на пост председателя был избран Валерий Попов.
До 1993 года писательские организации размещались в Ленинградском доме писателя им. Маяковского, бывшем особняке графа Шереметьева на Шпалерной улице — пока здание не уничтожил большой пожар. По воспоминаниям Михаила Чулаки, в самой истории с пожаром оказалось немало мистики. Дом горел в два этапа — сначала случилось небольшое возгорание, которое благополучно потушили, а через сутки здание запылало с новой силой. По одной версии, оно сгорело из-за неисправной проводки, по другой — из-за неосторожного обращения с огнем поэтов, которые накануне пожара допоздна засиделись на собрании. И несмотря на то что по факту пожара было возбуждено 5 уголовных дел, виновных так и не нашли.
С 22 декабря 2008 года Союз писателей Санкт-Петербурга располагается в Доме писателя на ул. Звенигородской, дом 22.
Членами Союза писателей Санкт-Петербурга в разное время являлись и являются такие писатели и поэты как Борис Стругацкий, Даниил Гранин, Александр Кушнер, Илья Фоняков, Александр Житинский, Галина Гампер, Сергей Стратановский, Арсен Мирзаев, Александр Фролов и другие.

## Структура
Союз писателей Санкт-Петербурга управляется Председателем во главе Совета, в который входят 20 писателей.
По направлениям Союз писателей делится на секции:
- Секция прозы (председатель Павел Алексеев[9])
- Секция поэзии (председатель Вадим Пугач[10])
- Секция фантастики и литературной сказки (председатель Тимур Максютов)
- Секция детской и юношеской литературы (председатель Валерий Воскобойников)
- Секция критики и литературоведения (председатель Евгения Щеглова[11][12])
- Секция научно-популярной литературы (председатель Александр Железняков)
- Секция военно-исторической, приключенческой, детективной прозы и литературы для юношества (председатель Николай Прокудин)

Союз писателей Санкт-Петербурга имеет собственное издательство, которое выпускает книги за счет средств авторов или средств, привлеченных со стороны. Директор и соредактор — Сергей Арно.
Членами союза могут стать писатели, литераторы и критики, поддерживающие его цели и принципы. Процедура вступления в Союз писателей СПб включает подачу заявления и представление портфолио, в котором указываются опубликованные произведения и достижения в литературной сфере. Заявление рассматривается приемной комиссией, а принятие решения о членстве осуществляется голосованием.

## Деятельность
Союз писателей Санкт-Петербурга оказывает поддержку и защиту прав писателей, содействует развитию литературного творчества и культуры в городе. 
Основные цели и задачи Союза писателей:
- Создание условий для творческого общения, как внyтpи союза, так и с коллегами в других регионах страны и других странах;
- Защита законных интересов своих членов в государственных и общественных органах;
- Помощь писателям — членам союза в создании необходимых условий для творческой работы, забота о быте писателей и их семей;
- Осуществление международных литературных связей;
- Помощь начинающим литераторам;
- Забота о ветеранах литературы;
- Сохранение памяти об ушедших из жизни литераторах, содействие охране их авторских прав;
- Организация литературных вечеров, выставок, лотерей и иных мероприятий культурно-просветительного характера.

Помимо издания книг, Союз писателей Санкт-Петербурга организует фестивали и конференции, презентации и творческие вечера своих авторов. При Союзе писателей существует более десятка литературных объединений, призванных помочь начинающим авторам и обеспечить им условия для творческого роста.
Союз писателей Санкт-Петербурга сотрудничает с Книжной лавкой писателей и является одним из организаторов культурно-просветительского проекта «Книжные Аллеи».
В ведении Союза писателей Санкт-Петербурга находятся исторические писательские дачи в посёлке Комарово. Один из шести писательских домиков – дача Анны Ахматовой, знаменитая «Будка», где великая русская поэтесса жила и работала с 1955 года.